# Avarua
Avarua (dobesedno: »dve pristanišči« v lokalni maorščini) je glavno mesto Cookovih otokov in s približno 5000 prebivalci (po popisu leta 2011) najpomembnejše naselje ter gospodarsko središče te otoške države v južnem Tihem oceanu. Stoji ob severni obali glavnega otoka Rarotonga na jugu otočja, na ravninskem delu obale, v zaledju pa je površje hribovito. Mesto je nastalo ob paru naravnih pristanišč, Takuvaine in Avatiu. V Avarui med drugim stojijo poslopja državne uprave, narodni muzej, narodna knjižnica, avditorij in sedeži drugih ustanov nacionalnega pomena (med njimi podružnice Univerze Južnega Pacifika). Nekaj kilometrov zahodno od središča mesteca je glavno mednarodno letališče, ki je osrednja vstopna točka za mednarodne potnike.
Najpomembnejša gospodarska panoga je turizem, pri tem pa je večina turistov nastanjenih drugod po otoku in se glavnemu mestu izogne. Tudi pristanišči sta majhni in nezaščiteni, uporabljajo ju le za lokalni ladijski promet in manjše turistične barke, večje križarke pa morajo biti zasidrane izven koralnega grebena, ki obdaja otok.

## Zgodovina
Skozi večino zgodovine ta del otoka ni imel večjega pomena. Avarua se je začela intenzivneje razvijati šele leta 1823, ko jo je za svoj lokalni sedež izbralo Londonsko misijonarsko društvo. Temu so sledile trgovske ladje in do sredine 19. stoletja je kraj prerasel v versko in trgovsko središče. Leta 1890 je postal še politično središče, ko je bil imenovan britanski politični agent za Cookove otoke (otočje je leta 1888 postalo britanski protektorat).
Naselje je močno prizadel orkan Sally leta 1987; načrti za obsežnejšo obnovo zaradi finančnih težav niso bili realizirani.